# Stora Tillingen
Stora Tillingen är en sjö i Sala kommun i Västmanland och ingår i Norrströms huvudavrinningsområde. Sjön är 3,8 meter djup, har en yta på 0,28 kvadratkilometer och befinner sig 80,2 meter över havet.

## Delavrinningsområde
Stora Tillingen ingår i det delavrinningsområde (663736-152439) som SMHI kallar för Mynnar i Fläcksjön. Medelhöjden är 85 meter över havet och ytan är 44,35 kvadratkilometer. Det finns inga avrinningsområden uppströms utan avrinningsområdet är högsta punkten. Gnällbäcken som avvattnar avrinningsområdet har biflödesordning 3, vilket innebär att vattnet flödar genom totalt 3 vattendrag innan det når havet efter 160 kilometer. Avrinningsområdet består mestadels av skog (74 procent). Avrinningsområdet har 1,51 kvadratkilometer vattenytor vilket ger det en sjöprocent på 3,4 procent.